# Adolphe Sax
(Antoine-Joseph) Adolphe Sax [adólf saks], belgijski izumitelj glasbenih instrumentov  * 6. november 1814, Dinant, Belgija, † 4. februar 1894, Pariz.
Tako kot njegov oče, Charles-Joseph Sax, je bil tudi Adolphe izdelovalec glasbil. S to obrtjo se je začel ukvarjati v mladosti in pri petnajstih že sodeloval na tekmovanju izdelovalcev instrumentov. Hkrati pa je študiral tudi flavto in klarinet na Kraljevi pevski šoli v Bruslju.
Medtem ko je njegov oče izdeloval konvencionalna glasbila, da je lahko prehranil družino, je Adolphe pričel z akustičnimi raziskavami in z oblikovanjem novih inštrumentov, pri dvajsetih pa je svoj izdelek prvič patentiral. Šlo je za izboljšavo basovskega klarineta. 
Leta 1841 se je preselil v Pariz, kjer je skonstruiral mnogo instrumentov in jih poimenoval po sebi, poleg razvpitega saksofona še sakshorn (ali saksofonski rog), sakstrobento itd. Leta 1840 skonstruirani saksofon je bil zaradi svoje značilne barve zvoka kmalu uporabljen v glasbenih zasedbah. Eden prvih skladateljev, ki ga je vključil v svojo partituro, je bil Hector Berlioz (1842). Instrument je bil patentiran šele, ko so bile skonstruirane tudi vse njegove različice glede na obseg tonskih višin, ki jih je lahko proizvajal. 
Med skladatelji resne glasbe, ki so prvi uporabljali ta instrument v svojih skladbah so predvsem francozi: Maurice Ravel (v orkestraciji skladbe »Slike z razstave«, Modesta Mussorgskega), Jules Massenet, Georges Bizet, Camille Saint-Saëns in drugi. 
Priljubljenost instrumentov iz družine saksofonov ga je naredila slavnega, vendar pa so mu konkurenčni izdelovalci glasbil dolgo časa očitali nelegitimnost patenta, in mu s tem povzročili nemalo finančnih težav. Leta 1856 in 1873 je njegovo podjetje zaradi tega bankrotiralo, morda pa so razprtije vplivale tudi na njegovo zdravje. Med letoma 1853 in 1858 je imel raka na ustnici, vendar je popolnoma okreval.